# Puchar Interkontynentalny w Lekkoatletyce 2018 – skok w dal mężczyzn
Skok w dal mężczyzn – jedna z konkurencji technicznych rozgrywana w ramach lekkoatletycznyego pucharu interkontynentalnego na Stadionie miejskim w Ostrawie-Witkowicach.

## Terminarz
Źródło: worldathletics.org.
| Data       | Godzina |
| ---------- | ------- |
| 8 września | 16:22   |

## Rekordy
Tabela prezentuje rekord świata, rekord pucharu interkontynentalnego, rekordy kontynentów oraz najlepszy wynik na listach światowych w sezonie 2018 przed rozpoczęciem mistrzostw.
|                                     | Zawodnik                    | Wynik | Miejsce         | Data                  |
| ----------------------------------- | --------------------------- | ----- | --------------- | --------------------- |
| Rekord świata                       | Mike Powell                 | 8,95  | Tokio           | 30 sierpnia 1991(dts) |
| Listy światowe                      | Juan Miguel Echevarría      | 8,68  | Bad Langensalza | 30 czerwca 2018(dts)  |
| Rekord pucharu interkontynentalnego | Larry Myricks               | 8,52  | Montreal        | 26 września 1979(dts) |
| Rekord Afryki                       | Luvo Manyonga               | 8,65  | Potchefstroom   | 22 kwietnia 2017(dts) |
| Rekord Azji                         | Mohamed Salman Al-Khuwalidi | 8,48  | Sotteville      | 2 lipca 2006(dts)     |
| Rekord Ameryki Północnej            | Mike Powell                 | 8,95  | Tokio           | 30 sierpnia 1991(dts) |
| Rekord Ameryki Południowej          | Irving Saladino             | 8,73  | Hengelo         | 24 maja 2008(dts)     |
| Rekord Europy                       | Robert Emmijan              | 8,86  | Cachkadzor      | 22 maja 1987(dts)     |
| Rekord Australii i Oceanii          | Mitchell Watt               | 8,54  | Sztokholm       | 29 lipca 2011(dts)    |

## Rezultaty
Źródło: worldathletics.org.
| Pozycja | Zawodnik           | Drużyna        | Runda | Runda | Runda | Runda    | Runda | Rezultat | Punkty | Uwagi |
| Pozycja | Zawodnik           | Drużyna        | 1.    | 2.    | 3.    | Półfinał | Finał | Rezultat | Punkty | Uwagi |
| ------- | ------------------ | -------------- | ----- | ----- | ----- | -------- | ----- | -------- | ------ | ----- |
| 1.      | Rushwal Samaai     | Afryka         | 8,05  | 8,16  | x     | 8,09     | 8,10  | 8,16     | 8      |       |
| 2.      | Miltiadis Tendoglu | Europa         | x     | x     | 7,95  | 8,00     | 7,92  | 8,00     | 7      |       |
| 3.      | Jeff Henderson     | Ameryka        | 7,98  | 7,89  | x     | 7,90     | NQ    | 7,98     | 6      |       |
| 4.      | Henry Frayne       | Azja i Oceania | x     | 7,96  | x     | 7,89     | NQ    | 7,96     | 5      |       |
| 5.      | Wang Jianan        | Azja i Oceania | 7,71  | 7,84  | 7,95  | NQ       | NQ    | 7,95     | 4      |       |
| 6.      | Emiliano Lasa      | Ameryka        | 7,59  | 7,73  | x     | NQ       | NQ    | 7,73     | 3      |       |
| 7.      | Serhij Nykyforow   | Europa         | 7,58  | 7,71  | 7,46  | NQ       | NQ    | 7,71     | 2      |       |
| 8.      | Yahya Berrabah     | Afryka         | 7,63  | x     | x     | NQ       | NQ    | 7,63     | 1      |       |

## Klasyfikacja drużynowa
Źródło:
| Miejsce | Drużyna        | Punkty indywidualne | Punkty drużynowe |
| ------- | -------------- | ------------------- | ---------------- |
| 1.      | Europa         | 9                   | 5                |
| 1.      | Azja i Oceania | 9                   | 5                |
| 1.      | Ameryka        | 9                   | 5                |
| 1.      | Afryka         | 9                   | 5                |